# Великих пет црта личности
Великих пет црта личности је предложена таксономија или груписање за особине личности, развијена од 1980-их па надаље у теорији психолошких особина.
Почевши од 1990-их, теорија је идентификовала пет фактора према ознакама, за популацију која говори енглески језик у САД, која се обично назива:
- отвореност за искуство (инвентиван/радознао наспрам доследан/опрезни)
- савесност (ефикасна/организована наспрам екстравагантне/непажљиве)
- екстраверзија (одлазни/енергетски наспрам усамљених/резервисаних)
- сарадљивост (пријатељски/саосећајни наспрам критичног/рационалног)
- неуротицизам (осетљив/нервозан наспрам отпоран/самоуверен)[2]

Када се факторска анализа (статистичка техника) примени на податке из теста о личности, она открива семантичке асоцијације: неке речи које се користе за описивање аспеката личности често се примењују на исту особу. На пример, вероватније је да ће неко описан као савестан бити описан као „увек спреман“ него „неуредан“. Ове асоцијације сугеришу пет широких димензија које се користе у заједничком језику за описивање људске личности, темперамента и психе.
Те ознаке за пет фактора могу се запамтити коришћењем акронима „OCEAN“ или „CANOE“. Испод сваког предложеног глобалног фактора, постоји низ корелираних и специфичнијих примарних фактора. На пример, екстраверзија се обично повезује са квалитетима као што су друштвеност, асертивност, потрага за узбуђењем, топлина, активност и позитивне емоције. Ове особине нису црно-беле, већ су постављене на континууму.

## Наследност
Студија бихејвиоралне генетике близанаца из 1996. године сугерисала је да наследност и фактори животне средине утичу на свих пет фактора у истом степену. Међу четири студије близанаца које су испитане 2003. године, израчунат је средњи проценат херитабилности за сваку личност и закључено је да је наследност у великој мери утицала на пет фактора. Мере самопроцене биле су следеће: процењено је да отвореност према искуству има генетски утицај од 57%, екстраверзија 54%, савесност 49%, неуротицизам 48% и сарадљивост 42%.

## Родне разлике
Нека истраживања су показала неке обрасце родних разлика у одговорима на NEO-PI-R и Великих 5. На пример, жене доследно пријављују већи неуротицизам, сарадљивот, топлину (аспект екстраверзије) и отвореност за осећања, а мушкарци често пријављују већу асертивност (аспект екстраверзије) и отвореност за идеје.
Студија о родним разликама у 55 нација која је користила инвентар великих пет открила је да су жене биле нешто више од мушкараца у неуротицизму, екстраверзији, сарадљивоси и савесности. Разлика у неуротицизму била је најистакнутија и конзистентнија, са значајним разликама пронађеним у 49 од 55 испитаних нација.
Родне разлике у особинама личности највеће су у просперитетним, здравим и родно егалитарнијим нацијама. Објашњење за ово које су дали истраживачи у раду из 2001. је да је већа вероватноћа да ће се дела жена у индивидуалистичким, егалитарним земљама приписивати њиховој личности, уместо да се приписују родним улогама у колективистичким, традиционалним земљама.
Измерене разлике међу половима у поређењу више или мање развијених региона света нису се односили на жене али јесу на мушкарце. То јест, мушкарци у високо развијеним регионима света били су мање неуротични, мање екстравертни, мање савесни и мање пријатни у поређењу са мушкарцима у мање развијеним светским регионима. Жене, са друге стране, нису се разликовале у особинама личности у различитим регионима.